# Lamarcus Joyner
Lamarcus Joyner (Miami, 27 novembre 1990) è un giocatore di football americano statunitense che ha gioca nel ruolo di cornerback e safety per i New York Jets della National Football League (NFL). Fu scelto nel corso del secondo giro (41º assoluto) del Draft NFL 2014. Al college giocò a football all'Università statale della Florida.

## Carriera universitaria
Dopo aver giocato a football per 3 anni per la Southwest Miami High School, presso la quale si dimostrò un giocatore estremamente versatile giocando tanto in attacco come wide receiver, quanto in difesa come linebacker e defensive back, quanto negli special team come kick returner, Joyner si trasferì presso la St. Thomas Aquinas High School dove continuò ad ottenere ottimi risultati giocando in multiple posizioni venendo insignito da USA Today del premio National Defensive Player of the Year. A dispetto della sua taglia, inferiore rispetto agli standard richiesti dal ruolo, Joyner ricevette cinque stelle dal celebre sito di football scouting Rivals.com, che lo elesse anche primo prospetto in assoluto della sua classe nel ruolo di cornerback, davanti al futuro top cornerback di Alabama Dee Milliner. Dinanzi ad una carriera scolastica così brillante, praticamente ogni college degli Stati Uniti gli fece pervenire una propria offerta per assicurarsi le sue prestazioni, ma Joyner visitò ufficialmente solo Ohio State, Notre Dame ed ovviamente Florida State, per la quale infine decise di giocare nel dicembre 2009, divenendo così solo il 4º giocatore insignito dello USA Today National Defensive Player of the Year a giocare per i Seminoles dopo Derrick Brooks, David Warren e Antonio Cromartie.
Come true freshman nel 2010 prese parte a tutti e 14 i match stagionali, collezionando 23 tackle, 2 passaggi deviati ed un intercetto, giocando perlopiù negli special team e come safety di riserva. L'anno seguente, titolare come safety in tutti i 13 incontri cui prese parte, chiuse quarto in squadra con 54 tackle di cui 2 con perdita di yard, un sack e 3 passaggi deviati, disputando una prova maiuscola nell'ultimo incontro dell'anno, il Champs Sports Bowl vinto contro Notre Dame, nel quale mise a referto 7 tackle, un intercetto e un ritorno di kickoff per 77 yard che rappresentò il terzo miglior risultato di sempre nella storia del Champs Bowl e dell'ateneo della Florida nell'ambito dei Bowl.  Nel 2012 aiutò la difesa di Florida State a chiudere prima a livello nazionale in yard concesse a giocata (3,86), seconda in yard totali concesse a partita (254,14) e sesta in punti concessi (14,71 in media a partita), yard concesse su corsa (92,29 in media a partita) e yard concesse su passaggio (161,86 in media a partita), venendo inserito nel First-team All-ACC. Nel 2013, titolare fisso della formazione che riportò il titolo di campione NCAA all'ateneo della Florida, diede il suo contributo alla causa con 69 tackle di cui 7 con perdita di yard, 5,5 sack, 3 fumble forzati, 4 passaggi deviati e 2 intercetti, venendo inserito sia nel First-team All-ACC che nel First-team All-American.

### Vittorie e premi

#### Università
- BCS National Championship : 1

Florida State Seminoles: 2013
- ACC Championship: 2

Florida State Seminoles: 2012, 2013
- Orange Bowl: 1

Florida State Seminoles: 2012
- Champs Sports Bowl: 1

Florida State Seminoles: 2011
- Chick-fil-A Peach Bowl: 1

Florida State Seminoles: 2010

#### Individuale
- First-team All-American: 1

2013
- First-team All-ACC: 2

2012, 2013
- Second-team All-ACC: 1

2011

## Carriera professionistica

### St. Louis/Los Angeles Rams
Joyner era considerato uno dei migliori defensive back in vista del Draft NFL 2014 ed era pronosticato per esser scelto nel 2º giro. Fu scelto come 41º assoluto dai St. Louis Rams. Debuttò come professionista subentrando nella partita della settimana 1 contro i Minnesota Vikings e mettendo a segno 3 tackle. La sua stagione da rookie si concluse con 40 tackle e un sack in 10 presenze, di cui una come titolare. Nei playoff 2018-2019, i Rams batterono i Cowboys e i Saints, qualificandosi per il loro primo Super Bowl dal 2001, perso contro i New England Patriots..

### Oakland/Las Vegas Raiders
Il 14 marzo 2019 Joyner firmò un contratto quadriennale con gli Oakland Raiders.

### New York Jets
Il 22 marzo 2021 Joyner firmò un contratto di un anno con i New York Jets.

## Palmarès

### Franchigia
- National Football Conference Championship: 1

Los Angeles Rams: 2018